# Il pleut de l'or
Clip vidéo
[vidéo] « Il pleut de l'or », sur YouTube
Chansons représentant la Suisse au Concours Eurovision de la chanson
The Highest Heights
(2009) In Love for a While
(2011)
Il pleut de l'or est la chanson représentant la Suisse au Concours Eurovision de la chanson 2010. Elle est interprétée par Michael von der Heide. Elle est également sortie en single le 30 avril 2010.

## À l'Eurovision

### Sélection
La chanson est présentée pour la première fois aux SwissAwards le 9 janvier 2010. 
Elle est sélectionnée en interne par le radiodiffuseur suisse TSR pour représenter la Belgique au Concours Eurovision de la chanson 2008 les 27 et 29 mai à Oslo, en Norvège.
Michael von der Heide a pour choristes Amanda Nikolić, membre du girl group Tears, Freda Goodlett et Sybille Fässler.

### À Oslo
Elle est intégralement interprétée en français, l'une des langues officielles de la Suisse, le choix de la langue est toutefois libre depuis 1999. 
O Julissi est la cinquième chanson interprétée lors de la 2e demi-finale, suivant In a Moment Like This de Chanée et N'evergreen pour le Danemark et précédant This Is My Life d'Anna Bergendahl pour la Suède.
La chanson obtient 2 points en demi-finale, finit à la 17e place, la dernière, et n'est qualifiée pour la finale. Le single sorti auparavant comprend des versions anglaises et allemandes.

## Classement hebdomadaire
| Classement (2010)            | Meilleure position |
| ---------------------------- | ------------------ |
| Suisse (Schweizer Hitparade) | 65                 |